# Bahan

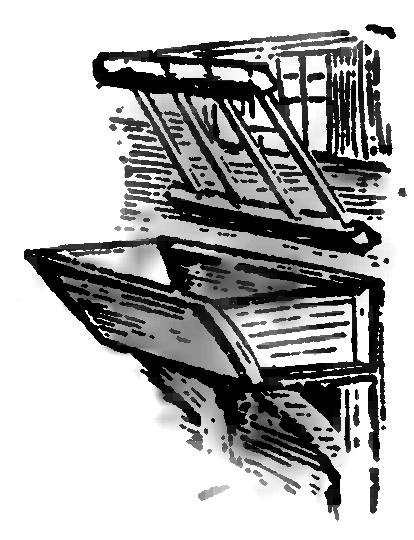
Bahan miał specjalne posłanie w żłobie wyściełane miękkim sianem

Bahan (także: Bagan, biał. Баган) – według dawnych wierzeń białoruskich dobry duch gospodarstwa, opiekun zwierząt rogatych (krowy, kozy, owce).
Niektórzy historycy białoruscy opisywali wygląd Bahana jako ducha w postaci rogatego bydła, czasem jako demona z rogami lub demona z owczą głową. Niekiedy traktowano Bahana jako jedną z ról, w jakie wcielał się Weles (bóg bydlęcy).
Głównym zadaniem tego bożka było wspomaganie bydła podczas porodu. Bahan mnożył lub pomniejszał dobytek gospodarzy (na przykład decydował, czy bydło rodziło się zdrowe lub martwe) w zależności od tego, jak go traktowano. W Białorusi istnieje przysłowie: Bahan udusił owcę – które oznacza, że owca zmarła w wyniku komplikacji podczas narodzin.
Bahanowi gospodarze przygotowywali posłanie w żłobie z sianem, żeby mógł doglądać zwierząt. Jeśli był zadbany i wypoczęty, bronił je przed chorobami i atakami dzikiej zwierzyny. Sianu ze żłobu Bahana przypisywano właściwości lecznicze: podawano je kobietom przez pierwszy tydzień po porodzie jako lek.